# فنجرية مدغشقرية
فنجرية مدغشقرية (الاسم العلمي:Vangueria madagascariensis) هي نوع من النباتات تتبع جنس الفنجرية من الفصيلة الفوية.